# Градинє (Церовлє)
Градинє (хорв. Gradinje) — населений пункт у Хорватії, в Істрійській жупанії у складі громади Церовлє.

## Населення
Населення за даними перепису 2011 року становило 43 осіб.
Динаміка чисельності населення поселення:

## Клімат
Середня річна температура становить 12,28 °C, середня максимальна – 25,19 °C, а середня мінімальна – -0,96 °C. Середня річна кількість опадів – 1162 мм.
| Клімат поселення                              | Клімат поселення | Клімат поселення | Клімат поселення | Клімат поселення | Клімат поселення | Клімат поселення | Клімат поселення | Клімат поселення | Клімат поселення | Клімат поселення | Клімат поселення | Клімат поселення | Клімат поселення |
| Показник                                      | Січ.             | Лют.             | Бер.             | Квіт.            | Трав.            | Черв.            | Лип.             | Серп.            | Вер.             | Жовт.            | Лист.            | Груд.            |                  |
| Середній максимум, °C                         | 9,18             | 9,56             | 12,35            | 15,88            | 20,68            | 24,40            | 25,19            | 24,75            | 20,48            | 16,28            | 11,52            | 8,56             |                  |
| Середня температура, °C                       | 4,11             | 4,47             | 7,27             | 10,80            | 15,61            | 19,33            | 21,69            | 21,24            | 16,98            | 12,76            | 8,01             | 5,05             |                  |
| Середній мінімум, °C                          | −0,96            | −0,6             | 2,20             | 5,73             | 10,54            | 14,27            | 18,18            | 17,73            | 13,47            | 9,26             | 4,51             | 1,54             |                  |
| Норма опадів, мм                              | 88               | 72               | 86               | 94               | 82               | 96               | 68               | 94               | 103              | 130              | 138              | 111              |                  |
| Середньомісячна швидкість вітру, м/с          | 2.06             | 2.33             | 2.51             | 2.48             | 2.25             | 2.14             | 2.09             | 2.06             | 2.05             | 2.22             | 2.32             | 2.23             |                  |
| Середньомісячна сонячна радіація, кДж/м²·день | 4529             | 7389             | 10605            | 14913            | 19120            | 20779            | 21791            | 18806            | 13898            | 9015             | 4911             | 3806             |                  |
| --------------------------------------------- | ---------------- | ---------------- | ---------------- | ---------------- | ---------------- | ---------------- | ---------------- | ---------------- | ---------------- | ---------------- | ---------------- | ---------------- | ---------------- |
| Джерело:                                      |                  |                  |                  |                  |                  |                  |                  |                  |                  |                  |                  |                  |                  |